# Женская сборная Исландии по гандболу
Женская сборная Исландии по гандболу — национальная сборная Исландии, выступающая на чемпионатах Европы и мира по гандболу среди женщин. Управляется Федерацией гандбола Исландии.

## Результаты

### Чемпионаты мира
- 2011 — 12-е место
- 2023 — 25-е место

### Чемпионаты Европы
- 2010 — 15-е место
- 2012 — 15-е место
- 2024 — 16-е место